# Diversidad sexual en Sri Lanka
Las personas LGBTI en Sri Lanka se enfrentan a ciertos desafíos legales y sociales no experimentados por otros residentes. Sri Lanka penaliza la homosexualidad con hasta diez años de cárcel. En enero de 2017, los miembros del gabinete del gobierno de Sri Lanka rechazaron la posibilidad de legalizar la homosexualidad, sin embargo, estuvieron de acuerdo en actualizar su Plan de Acción de Derechos Humanos con un apéndice que prohíbe la discriminación en contra de alguien sobre la base de su orientación sexual. Aunque esto no elimina la prohibición de la homosexualidad en Sri Lanka, se considera un paso en la dirección correcta. Aun así, los miembros de la comunidad LGBT alegan ser víctimas de acoso.
Desde 2022, se encuentran vigentes algunas protecciones legales que protegen de forma expresa a las personas LGBT.

## Legislación y derechos de la diversidad sexual

### Actividad sexual entre personas del mismo sexo
El artículo 365 del Código Penal de Sri Lanka, heredado de la época colonial británica, castiga explícitamente el “coito carnal contra natura con hombre, mujer o animal” con pena de cárcel que puede llegar a los diez años. El artículo 365 A, por su parte, castiga los actos de “indecencia grave”, ya sean cometidos en público o en privado, con penas que puede llegar a los dos años de cárcel.

#### Derogación propuesta (2023)
Premnath C. Dolawatte, del partido político gobernante nacionalista Sri Lanka Podujana Peramuna, presentó un proyecto de ley al Parlamento el 23 de agosto de 2022 con el objetivo de derogar la ley de la era colonial que prohíbe el sexo homosexual. El actual presidente de Sri Lanka, Ranil Wickremesinghe, dijo que "estamos a favor" y que su gobierno no se opondrá al proyecto de ley de miembros privados, pero que "tiene que obtener el apoyo de los miembros individuales [para que el proyecto de ley se apruebe en el parlamento]. Es un asunto de su conciencia privada".
Los medios informaron que es probable que la ley sea derogada en 2023 debido a que la causa obtuvo un amplio consenso entre dichos miembros individuales del parlamento.

### Legislación contra la discriminación
Desde 2022, existen disposiciones legales explícitas que ofrecen protección a las personas LGBT.
- La Ley de Protección de Datos Personales (2022) protege la orientación sexual como una «categoría especial de datos personales».[3]

- El Artículo 34(4) de la Ley 10 de 2023 de Asistencia y Protección a las Víctimas y Testigos de Delitos, establece: "Para determinar la vulnerabilidad de una víctima o testigo de un delito, también se podrán considerar los siguientes factores: f) cualquier otro aspecto relevante, como los antecedentes raciales, sociales y culturales de la víctima o testigo, el género (incluida la transexualidad), la orientación sexual, la posibilidad de ser objeto de marginación social, las circunstancias domésticas o laborales, las creencias religiosas o políticas, y cualquier discapacidad o impedimento físico que padezca la víctima o testigo".[4]

- La Ley 37 de 2024 de Empoderamiento de la Mujer, establece en su artículo 2(d) que "El objetivo de esta Ley será proteger a las mujeres de toda forma de discriminación por motivos de género y orientación sexual".[5]

### Identidad y expresión de género
Las personas trans mayores de 16 años pueden cambiar su nombre y marcador de género en el certificado de nacimiento luego de la emisión de un Certificado de Reconocimiento de Género emitido por el Ministerio de Salud, Nutrición y Medicina Indígena. El certificado se emite luego de que la persona haya recibido un diagnóstico psiquiátrico de “transexualidad” y haber sido derivada a tratamiento hormonal y quirúrgico.

### Terapias de conversión
Algunas clínicas privadas en Sri Lanka afirman ser capaces de "curar" la homosexualidad de sus pacientes, aunque la Organización Mundial de la Salud no considera la homosexualidad una enfermedad mental.

## Movimiento LGBT
Colombo PRIDE se ha celebrado en la capital de Sri Lanka durante los últimos 12 años, y está organizada principalmente por Equal Ground . PRIDE en Sri Lanka se encuentra actualmente en una escala pequeña debido al clima político actual, junto con las leyes opresivas contra las personas LGBT. Celebraciones del orgullo se llevan a cabo como un evento privado, pero también muy pública a la que asistieron personas de todas partes Sri Lanka. Festivel PRIDE en Sri Lanka ha crecido cada año, y una amplia gama de eventos se llevan a cabo para fomentar la comunidad homosexual a salir. También se considera un evento educativo y de sensibilización en el que el mensaje de la diversidad se aborda de manera integral de pavimentación para una mejor comprensión y aceptación de la comunidad homosexual por la población más grande de Sri Lanka. Normalmente, los eventos incluyen talleres, obras de teatro / shows / musicales, festivales de cine, exposiciones de arte de las fotos, fiestas, y el festival de la cometa.

### Medios
- තනි තටුවෙන් පියාඹන්න del vuelo con un ala (2002) - Asoka Handagama escribió y dirigió esta película sobre una mujer de Sri Lanka que pasa por un hombre en la sociedad y en sus relaciones personales